# بارك سن-جو
بارك سن-جو (هانغل: 박선주) هو لاعب كرة قدم كوري جنوبي في مركز الدفاع، ولد في 26 مارس 1993 في كوريا الجنوبية. شارك مع منتخب كوريا الجنوبية تحت 17 سنة لكرة القدم. أما مع النوادي، فقد لعب مع بوهانغ ستيلرز.

## وصلات خارجية
- بارك سن-جو على موقع دوري كوريا الجنوبية (الإنجليزية)
- بارك سن-جو على موقع Soccerway.com (الإنجليزية)